# Пушкец
Пушкец — река в России, в Кировской области, протекает в Унинском районе. Устье реки находится в 129 км по правому берегу реки Лумпун. Длина реки составляет 23 км, площадь водосборного бассейна 112 км².
Исток реки находится в холмах Вятского Увала в 14 км к западу от посёлка Уни. Река имеет извилистое русло, несколько раз меняет направление течения с юга-запада на юго-восток, северо-восток, и вновь юго-восток. В среднем течении протекает село Малый Полом (центр Малополомского сельского поселения). В селе, а также выше и ниже его, на реке расположены три плотины с запрудами. Притоки — Пислежка, Пазялка (правые). Впадает в Лумпун у деревни Багей.

## Данные водного реестра
По данным государственного водного реестра России относится к Камскому бассейновому округу, водохозяйственный участок реки — Вятка от водомерного поста посёлка городского типа Аркуль до города Вятские Поляны, речной подбассейн реки — Вятка. Речной бассейн реки — Кама.
По данным геоинформационной системы водохозяйственного районирования территории РФ, подготовленной Федеральным агентством водных ресурсов:
- Код водного объекта в государственном водном реестре — 10010300512111100038941
- Код по гидрологической изученности (ГИ) — 111103894
- Код бассейна — 10.01.03.005
- Номер тома по ГИ — 11
- Выпуск по ГИ — 1